# Шибаев, Сидор Мартынович
Шибаев Сидор Мартынович (1825, Богородcк (Ногинск) — 30 августа 1888, Москва) — купец 1-й гильдии, старообрядец-поповец, предприниматель, один из первых нефтепромышленников России и мира.

## Биография и производственная деятельность
Происходил из семьи старообрядцев Рогожского кладбища поповщинского согласия.
В 1844 г. участием И. С. Морозова открывает в Светлом Озере недалеко от Богородска отбельную фабрику. В 1857 г. расширяет своё производство, основывая в сельце Истомкино ткацко-механическую, ситценабивную и красильную фабрику. На фабрике стояло 156 самоткацких станков, 2 печатных (набивных) одноколерных машины,10 красильных барок, 2 чана для кубового крашения с паровой машиной. Там работало 500 человек рабочих, красивших и набивавших ситцы до 90 тысяч кусков в год. Истомкинское предприятие Шибаевых в 1905 г. преобразовалось в Товарищество Истомкинской мануфактуры «С. М. Шибаева сыновей» с капиталом 4,2 млн руб., в 1917 г. вошло в концерн И. Стахеева.
В 1878 г. С. М. Шибаев посещает Баку, основывает там небольшое предприятие по производству серной кислоты. Именно там Сидор Мартынович увлекается нефтяным промыслом, приобретает несколько нефтеносных участков и открывает нефтеперерабатывающий завод. В 1879 году нефтяная компания Шибаева перерастает в нефтяное товарищество «С. М. Шибаев и К».
Сидор Мартынович был одним из предпринимателей — пионеров в использовании нефти для производства машинных смазочных масел.Шибаев, ни на минуту не сомневавшийся в своей идее и упорно продвигавший её в производство, на самом деле пережил со своей семьей немало горьких минут, когда «один за другим катились шибаевские миллионы в нефтяные колодцы и там застревали надолго, рискуя погибнуть».
Дела Шибаева даже пришли в упадок, но он все равно верил в успех использования нефти. Его вера в итоге оправдалась: на его предприятии управляющим инженером В. И. Рагозиным впервые было получено минеральное смазочное масло «Олеонафт». Однако потомки Сидора Мартыновича после его смерти продали дело Ротшильдам из-за личных семейных переживаний, связанных с этим бизнесом.
Первая жена Сидора Мартыновича Мария Ивановна (1825—1858).
Вторая — Евдокия Виколовна (в девичестве Митюшина,? — 1899), родная сестра супруги «фарфорофаянсового короля» России Матвея Сидоровича Кузнецова,Надежды.